# Catocala murina
Catocala murina är en fjärilsart som beskrevs av Charles Oberthür. Catocala murina ingår i släktet Catocala och familjen nattflyn. Inga underarter finns listade i Catalogue of Life.